# Tadeusz Strumiłło (muzykolog)
Tadeusz Strumiłło (ur. 10 lipca 1929 r. w Książniczkach, zm. 12 kwietnia 1956 w Tatrach) – polski muzykolog i taternik. 

## Życiorys
Syn Tadeusza Strumiłły (1884–1958), doktora filozofii, jednego z współtwórców Związku Harcerstwa Polskiego oraz Stefanii z Hermanów (1892–1982).
W 1952 roku na terenie Wielkopolski odnalazł Symfonię D-dur Adama Haczewskiego, a co za tym idzie odkrył istnienie samego Haczewskiego. 
Zginął wraz z Henrykiem Czarnockim pod śnieżną lawiną na południowych zboczach Mięguszowieckiego Szczytu Pośredniego, podczas próby zimowego przejścia głównej grani Tatr.